# Богдан Филип Лозински
Богдан Филип Лозински (на английски: Bohdan Philip Lozinski, в литературата цитиран като B. Philip Lozinski и Philip Lozinski) е американски историк.

## Биография

### Младежки години
Филип Лозински е роден през 1915 г. в Киев, тогава в Руската империя. След Октомврийската революция от 1917 г. и последвалия Брест-Литовски мирен договор, семейството му остава да живее в територята, която е присъединена към Полша. Лозински следва във Варшавския университет, а след това продължава образованието си в университета на Гренобъл, Франция. През 1937 г.е призован да отбие военната си служба в кавалерията на полските въоръжени сили. След започване на Втората световна война през 1939 г. е пленен от немците, но успява да избяга от военнопленнически лагер и да се добере до Франция, където се присъединява към френската съпротива. Отново е заловен от немците и осъден на смърт, но успява да избяга повторно и през Испания и Гибралтар достига Англия. Връща се обратно във Франция където е полски офицер за свръзка под британско командване до 1944 г. когато се уволнява.

### Академични години
След края на войната Лозински емигрира в САЩ. В периода 1947 – 1951 г. той специализира в Йейлския университет при Георгий Вернадски. Същевременно работи и като асистент изследовател за галерията по изящни изкуства към същия университет. През 1949 г. преподава история на изкуствата в колежа на Кънектикът, през 1960 – 1961 г. преподава история в Йейлския университет, където придобива степента доктор по философия (PhD) по история на изкуството (доктор), а през лятото на 1961 г. е лектор в Университета на Британска Колумбия, след което работи като асистент професор (главен асистент) в университета на Монреал където изнася лекции по история. Лозински е специалист по средновековно, иранско и славянски изкуства.
През 1954 г. получава американско гражданство. Живее в Уестпорт от 1963 г.
След напускане на преподавателската си работа продължава да пише книги и статии по история на миграцията.
Започва и бизнес с антикварни книги, сам събирайки колекция от около 7000 тома, включително редки книги и ръкописи за славянството и миграциите, като пътува и ги събира по целия свят.

### Публикации и трудове
Лозински изследва темата за произхода на партите в монографията си „The Original Homeland of the Parthians“ от 1959 г.
Лозински има множество научни статии и ревюта на книги в специализираните издания.